# Бридкий Василь Хомович
Бридкий Василь Хомович (*28 січня 1885, с. Бахмач — †4 червня 1967, Бахмач) — військовий діяч Української Народної Республіки, хорунжий артилерії Армії УНР.

## Біографія
Закінчив 3 класи сільської школи (1897). З листопада 1897 був відданий батьками на роботу-навчання до торгівельної лавки Полякова у Москву. У 1899 виїхав до Києва де вступив до Київської сільськогосподарської агрономічної школи, по закінченню якої здобув фах агронома (1903). До революції у приватній власності мав 3 Гектара орної землі, хату, клуню, сараї, корову.
У 1907 покликаний на службу до 65-го піхотного Московського полку Російської імператорської армії, служив фельдфебелем немуштрової служби. Демобілізований у 1909. Повернувся до Києва. З листопада 1914 по червень 1916 служив писарем у жандармському відділенні станції Конотоп. У січні 1916 мобілізований до РІА. Учасник Першої світової війни. В боях з німцями поранений 4 рази і 1 раз контужений. Демобілізований у грудні 1917.
У грудні 1918 зголосився до 1-ї козацько-стрілецької (Сірожупанної) дивізії на посаду писаря. Згодом був назначений каптенармусом дивізії. У березні 1919 скерований до Шепетівки для одержання дивізійної амуніції, де потрапив до польського полону. Інтернований у таборі військовополонених в м. Познань. У грудні 1919 втік з табору і дістався рідного повіту, де, за численними свідченнями односельців, вступив до повстанського республіканського загону Дорошенка.
Заарештований 11 травня 1920. За постановою особливого відділу ВЧК при Реввійськраді 12-ї Армії від 12 червня 1920 «за участь у підпільній петлюрівській організації ув'язнений у концтаборі до завершення громадянської війни». Місяць перебував у концтаборі в м. Орел, після чого був примусово зарахований до РСЧА та відправлений до 1-го Продбатальону у м. Вороніж, служив командиром взводу і діловодом. Під час збору продподатку (примусового вилучення продуктів харчування) у с. Анна Воронезької губернії був поранений в ногу місцевим селянином. Згодом переведений на службу до Наркомзему м. Ростова-на-Дону, а потім до Конотопу, де був призначений керівником трьох колгоспів на села: Митченки, Попівка, Бахмач.
З 22 липня 1921 перебував на обліку Конотопської ЧК. Мешкав у Бахмачі, працював у Бахмацькому радгоспі помічником радгоспу, а згодом агрономом і комірником птахокомбінату. Закінчив піврічні агрокурси (1923). Двічі позбавлявся права голосу: у 1929 і 1932 рр. Вдруге заарештований 28 вересня 1937. У постанові Бахмацького РО НКВД УРСР від 12 жовтня 1937 р. зазначено: "Среди населения проводит к-р агитацию, устраивает у себя сборища, где распивает контрреволюционные националистические песни «ще не вмерла Украина». За постановою «трійки» при УНКВД по Чернігівській області від 13 листопада 1937 «за проведення антирадянської агітації» ув'язнений на 10 років до виправного трудового табору у м. Углич Ярославської області.
Станом на момент арешту у 1937 мав дружину Оксану Макарівну (32 років, з якою взяв шлюб у 1930 році), доньку Любу та Анну (4 роки), сина Гліба (9 місяців).
12 січня 1940 Бридкий надіслав клопотання до Верховного прокурора СРСР у якому він, зокрема написав: «… о службе в украинской армии была амнистия, кто служил — то все прощается и считается на ровне со всеми гражданином одинаково в СССР». У перегляді справи Бридкому було відмовлено, а вирок залишено в силі. Однак 4 грудня 1942 Постійна сесія Ярославського обласного суду при Риблазі НКВД СРСР ухвалила: «Заключенного Бридкого Василия Фомича, как страдающего тяжким, неизлечимым недугом, со значительной потерей трудоспособности не поддающейся восстановлению, из под старжи освободить». Після звільнення повернувся до дому в село Бахмач.
У 1959-1960 рр. неодноразово безуспішно звертався до органів прокуратури та до Управління внутрішніх справ виконкому Чернігівської облради з проханням про реабілітацію. У віці 75 років звертався до прокурора Чернігівської області з проханням ознайомитися з матеріалами своєї архівно-слідчої справи, однак знову одержав відмову.
3 серпня 1960 прокурор Бахмацького району Чернігівської області прийняв кримінальну справу Бридкого В. Ф. на дорозслідування. Були допитані старі (з тих, хто ще жив на той час) та залучені нові свідки. Під час дорозслідування з'ясувалось, що низка свідків, які давали покази у справі Бридкого у 1937, станом на 1960 були вже мертві, а хто залишився живим охарактеризували його позитивно та заявили, що ніколи не чули від нього антибільшовицької агітації. На підставі недоведення антибільшовицької агітації у 1930-х роках, та спираючись на постанову ЦИК від 2 листопада 1927 про реабілітацію (за службу в Армії УНР) Бридкий В. Х. був реабілітований 10 вересня 1960 — за рішенням Чернігівського обласного суду. 27 грудня 1991 — за рішенням прокуратури (посмертно).
Помер та похований у місті Бахмачі на міському кладовищі.